# Mali Ston
Mali Ston je vesnice v opčině Ston v Chorvatsku, v Dubrovnicko-neretvanské župě. V roce 2011 zde žilo 139 obyvatel.

## Poloha
Mali Ston leží asi jeden kilometr severovýchodně od města Ston, s nímž je spojen hradbami.

## Historie
Mali Ston byl založen ve 14. století Dubrovnickou republikou jako součást mohutného systému opevnění města Stonu, což bylo hraniční město republiky ze severu, a jeho salin. Původně byl tvořen bloky domů ve třech ulicích. Město bylo vybudováno podle unikátního urbanistického plánu, jeho dominantu tvořila soustava hradeb a pevností, jedna z největších středověkých pevnostních soustav v oblasti. Soustava zahrnovala 3 velké pevnosti: Koruna v Malém Stonu, Veliki Kaštio ve Stonu a Podzvizd na kopci mezi nimi. Propojeny byly sedmikilometrovou zdí a podpořeny 50 věžemi a 5 dalšími pevnostmi.
Za války začátkem devadesátých let 20. století byl Mali Ston ze 70 % vypálen a zničen v bojích se Srby a Černohorci, kteří se snažili tudy proniknout na poloostrov Pelješac a zmocnit se odtud ostrovů v jižní a střední Dalmácii. Podle srbského plánu mělo severní křídlo Srbů postupovat od Maslenického mostu a od Zadaru ke Splitu a zde se spojit s jižním křídlem od poloostrova Pelješac. Chorvatům tak mělo zbýt pouze pobřeží od horského hřebenu Velebit k severu a Istrie. V Malem Stonu se Chorvatům podařilo útok odrazit, zabránit obsazení poloostrova a ostrovů a rozbít tím celý srbský plán. Dnes je obec znovu vybudována a veškeré stopy po válečných událostech byly odstraněny.

## Pamětihodnosti
Hlavní pevnost Koruna s 5 věžemi, propojená hradbami s celým pevnostním systémem města Ston. Od pevnosti stoupají hradby k vrcholu kopce Podzvizd s nejvýše položenou pevností, druhá větev hradeb odbočuje do Stonu.

## Ekonomika
Pro svou polohu v zálivu je obec známá produkcí ústřic a slávek. V obci jsou restaurace vyhlášené především pokrmy z plodů moře.

## Galerie

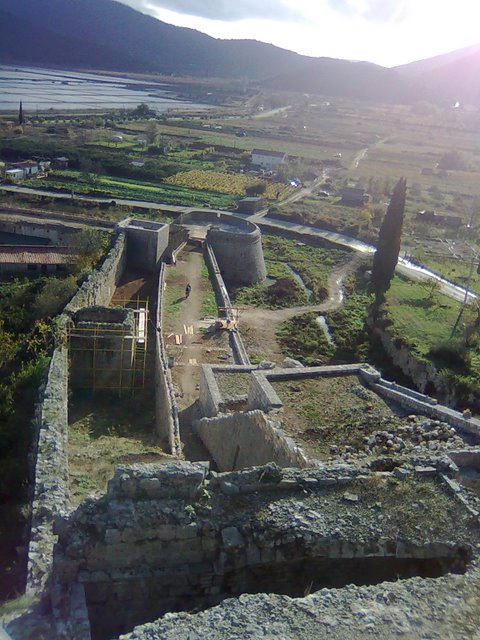
Hradby
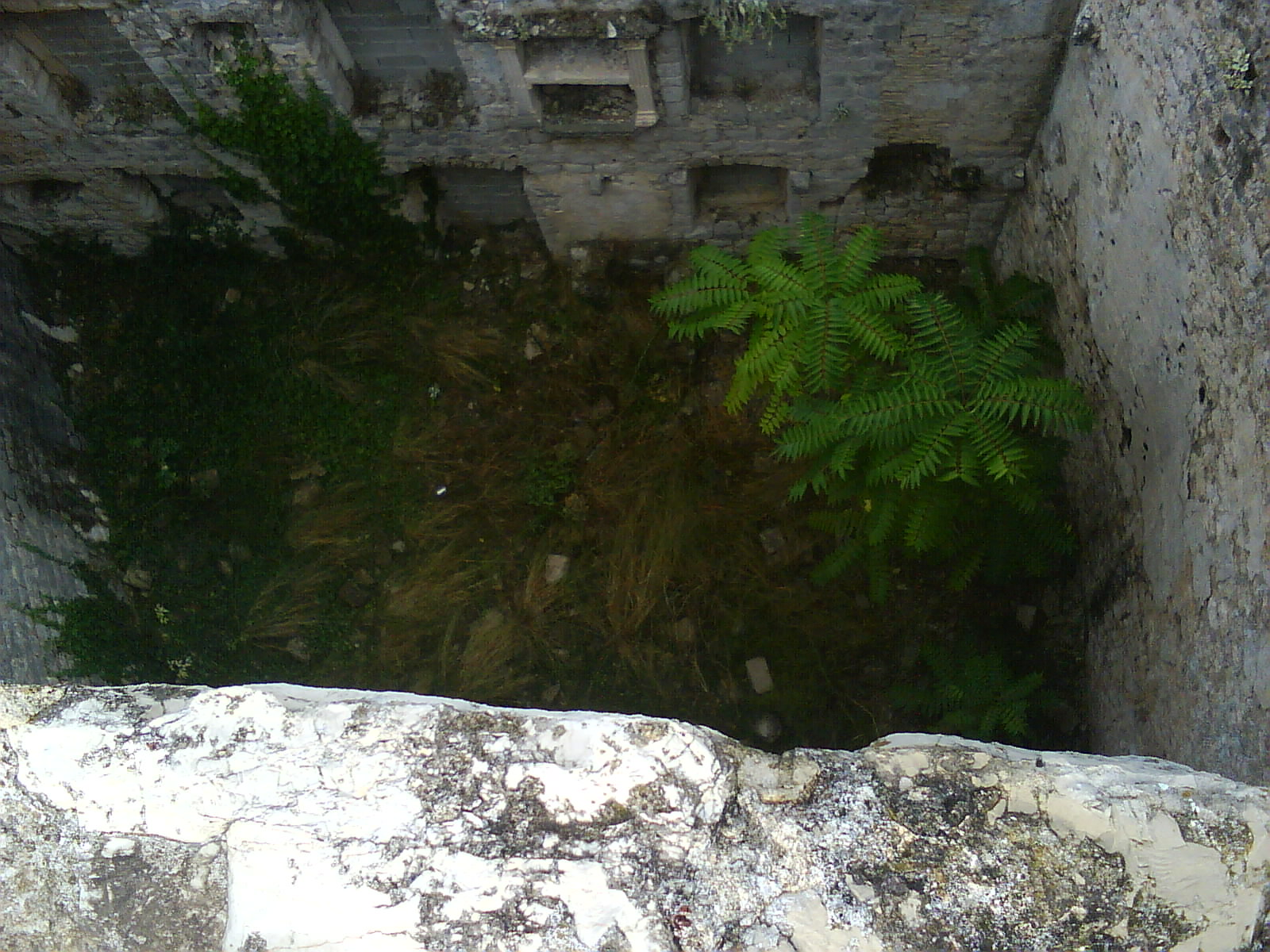
Hradby
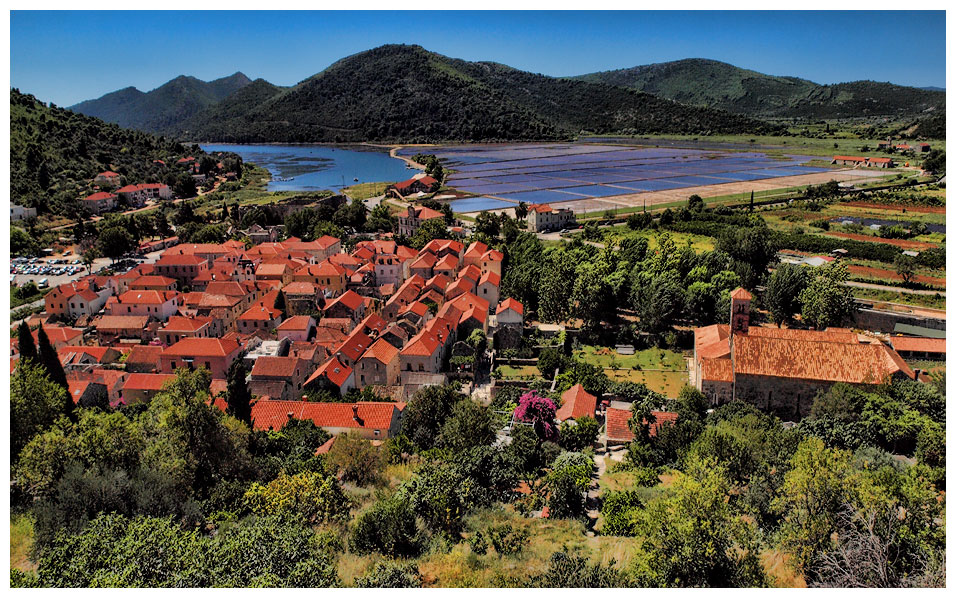
Saliny
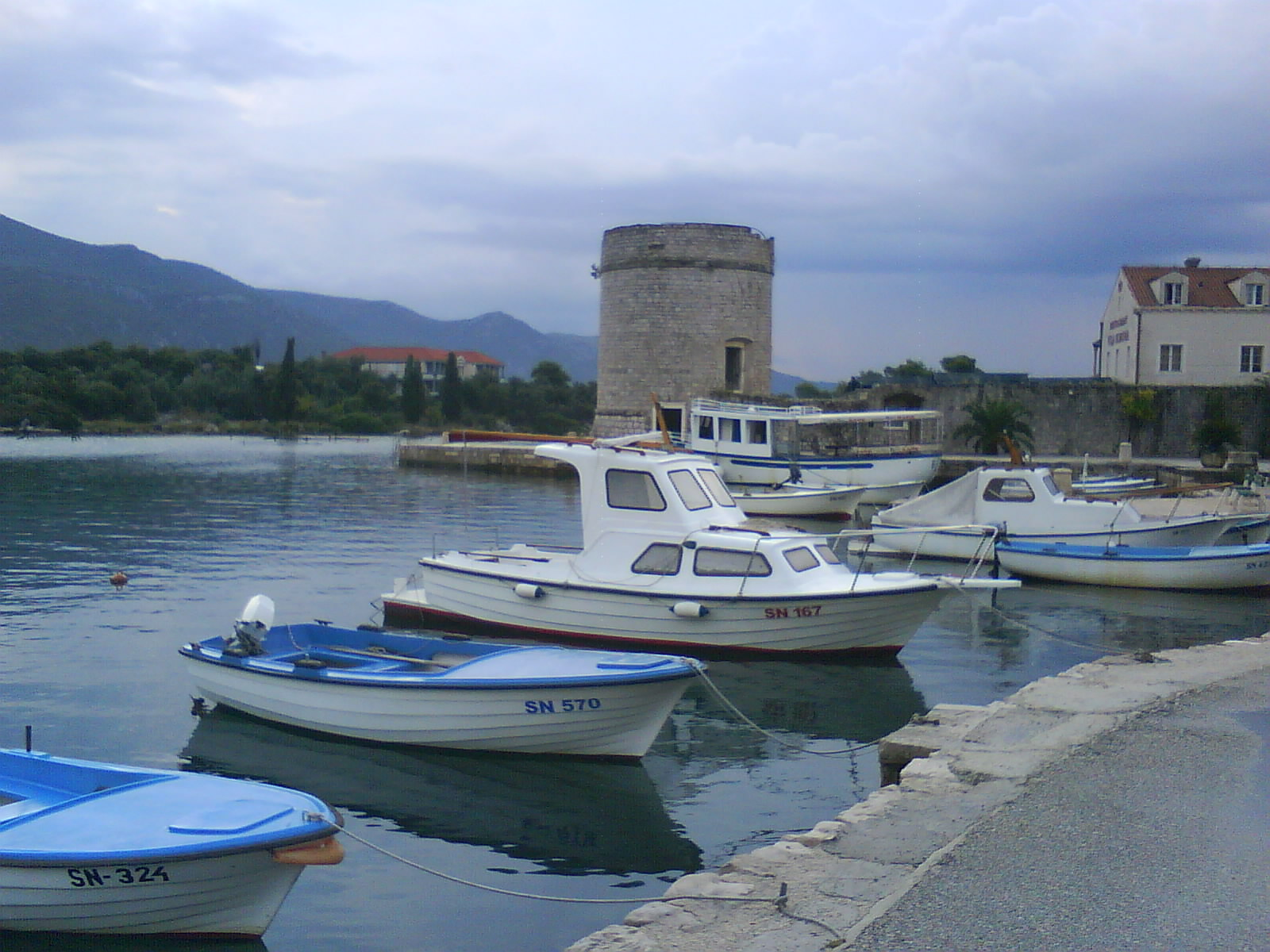
Mali Ston